# 노치촌
노치촌(野馳村)은 오카야마현 아테쓰군에 있던 촌이다. 현재의 니미시에 해당한다.

## 역사
- 1889년 6월 1일 - 정촌제 시행에 의해 뎃타군 노치촌이 발족하였다.
- 1900년 4월 1일 - 군의 통합에 의해 아테쓰군이 되었다.
- 1955년 4월 1일 - 야가미촌과 합병해, 야가미촌이 발족, 동일 노치촌은 폐지되었다.

## 참고문헌
- 『市町村名変遷辞典』東京堂出版、1990年